# Степанов, Стефан Сергеевич
Стефан Сергеевич Степанов (род. 23 сентября 1992, Екатеринбург) — российский хоккеист, защитник.

## Биография
Встал на коньки в 2,5 года — Вячеслав Фетисов, крёстный сестры, прислал детскую хоккейную форму и коньки. В четыре года с семьёй переехал в Москву. Воспитанник хоккейной школы ЦСКА. В 2008 году перешёл в московские «Крылья Советов», за которые провёл восемь матчей в чемпионате Высшей лиги. Во второй части сезона выступал за юниорскую команду «Даллас Старз».
В 2009 году был выбран «Атлантом» в первом раунде драфта КХЛ под 20-м номером. Через месяц был взят на драфте CHL клубом OHL «Садбери Вулвз» под 39-м номером в первом раунде. Сезон 2009/10 начал в составе «Садбери Вулвз», но после семи матчей клуб расторг контракт. С января 2010 года играл за команду первой лиги России «Крылья столицы».
29 мая 2010 года «Атлант» обменял Степанова в ЦСКА на Александра Кузнецова. В сезоне 2010/11 Степанов провёл 7 матчей в КХЛ и 36 — в МХЛ за «Красную армию», где стал обладателем Кубка Харламова.
Перед сезоном-2011/12 перешёл в «Автомобилист» из родного Екатеринбурга. Перед сезоном-2012/13 проходил просмотр в СКА, но остался в «Автомобилисте». В феврале 2013 года контракт был расторгнут, и Степанов провёл одну игру за фарм-клуб «Нью-Джерси» — «Олбани Девилз» из АХЛ. В сезоне 2013/14 сыграл один матч в КХЛ за «Атлант» и 8 — за «Буран» в ВХЛ.
В течение четырёх сезонов не играл. В сезоне 2018/19 провёл 13 матчей за польский клуб «Орлик». В первой половине следующего сезона сыграл в ВХЛ два матча за «Динамо» Тверь и четыре — за ЦСК ВВС.
Участник чемпионата мира среди юниоров 2010.